# Журба Андрій
Андрі́й Журба́  (рік народження невідомий — †липень 1768) — військовий старшина Нової Січі, один із керівників Коліївщини.

## Біографічні відомості
Родом з Черкащини. В 60-х рр. 18 ст. був курінним отаманом Канівського куреня Нової Січі. Підтримав повстання «коліїв» на Правобережній Україні 1768. У загоні Журби нараховувалося близько 300 осіб. Разом з отаманом М. Швачкою був одним із найактивніших соратників М.Залізняка.
Загін під керівництвом Журби брав участь у взятті повстанцями Жаботина, Сміли, Корсуня, Брацлава, Канева, Мошен, Фастова, Лисянки, Умані, Медвина та Стебліва. Загін був розбитий московськими підрозділами біля с. Блощинці, а сам Журба загинув під час бою.

## Вшанування пам'яті
Андрій Журба один із головних героїв трилогії про Коліївщину Віталія Кулаковського і Петра Сиченка: «Ой гук, мати, гук» (К., 1972), «Ріки виходять з берегів» (К., 1985) та «Вітер з Холодного яру» (К., 2008; тут Андрій Журба — в центрі сюжету).
Унаслідок декомунізації вулиця Андрія Журби з'явилася в Каневі Черкаської області.